# クヴァンナダルスフニュークル
クヴァンナダルス・フニュークル（アイスランド語: Hvannadalshnúkur）はアイスランドの最高峰で、標高2,106メートル。スカフタフェットル国立公園の中にあり、エーライヴァヨークトルの一部を成す。2005年8月の測定により2109.6mと判明した。以前は2119mとされていた。　

## 登山
大した技術は必要ないが、100m地点から2000mの高低差と雪上を歩く体力が必要である。往復に半日以上要する。山頂に複雑な登坂がなく初心者から登山家にも人気がある。